# 薩哈羅夫院士大街
薩哈羅夫院士大街（俄语：Проспект Академика Сахарова）是俄羅斯首都莫斯科的一條街道。呈西南-東北走向，西起花園環路，東接共青團廣場。
在1935年公佈的莫斯科總體規劃，建議在共青團廣場和盧比揚卡廣場之間興建道路，但工程因二次大戰中止，1960年代才恢復。1980年代末完成共青團廣場到屠格涅夫廣場的路段。延伸到柳比揚卡廣場的工程最終未有執行。
街名原計劃命名為新基洛夫大街（Новокировский проспект），但最後改為紀念原子物理學家、前蘇聯異見人士安德烈·萨哈罗夫院士。